# Bromus tomentellus
Bromus tomentellus — вид квіткових рослин із родини злакових (Poaceae).

## Біоморфологічна характеристика
Багаторічна рослина, росте пучками. Стебла прямовисні чи колінчасто висхідні, 30–50 см заввишки. Листові піхви запушені і ворсисті. Листовий язичок перетинчастий. Листові пластинки 10–20 см × 2–6 мм, поверхня запушена чи ворсиста. Суцвіття — відкрита волоть, що складається з 5–8 плідних колосочків, 6–12 см завдовжки; гілки волоті голі чи ворсисті. Колосочки складаються з 6–10 плідних квіточок зі зменшеними квітками на верхівці; колосочки стиснуті збоку, 23–35 мм у довжину й 5–7 мм у ширину. Колоскові луски стійкі, коротші від колосочків; нижній — ланцетний 9–18 мм у довжину, 0.9 довжини від верхньої, без кілів, 1-жилкові, верхівка гостра; верхня — ланцетна, 10–15 мм у довжину, 0.8 довжини суміжної фертильної леми, без кілів, 3-жилкова, верхівка гостра. Родюча лема ланцетна чи довгаста, 12–17 мм у довжину, жовта чи середньо-зелена, без кіля, 7-жилкова, поверхня від голої до ворсистої, верхівка зубчаста, 1-остюкова. Кіль пелеї війчасті. Верхівкові безплідні квіточки схожі на плодючі, але недорозвинені. Зернівка волосиста на верхівці.

## Середовище проживання
Зростає у східному Середземномор'ї, західній Азії, Туркменістані — Крит, Туреччина, Північний Кавказ, Південний Кавказ, Іран, Ірак, Ліван, Сирія, Палестина.